# Huguette Bouchardy
Pour les articles homonymes, voir Bouchardy.
Huguette Bouchardy, née le 16 mars 1930 et morte le 20 janvier 2019, est une artiste peintre suisse.

## Biographie
Huguette Bouchardy naît Huguette Rey le 16 mars 1930[réf. nécessaire].
Après l'École des arts décoratifs de Genève, elle obtient une bourse au Concours Galland, grâce à laquelle fait un stage à l'Institut d'art de Florence (it), où elle suit un cours de gravure. De retour à Genève, elle obtient une nouvelle bourse au même concours, qu'elle utilise pour faire un stage dans un atelier de dessins de tissus à Paris.
Elle épouse un peintre genevois, Jean-Michel Bouchardy.
Elle meurt le 20 janvier 2019, à l'âge de 88 ans.

## À la télévision
Elle présente des émissions de bricolage pour les enfants à la télévision suisse romande (Madame Bricole dans "Blanche et Gaspard").

### Illustration de livres pour enfants
- Chantelire (avec Janine Dufour). Éditions Delachaux et Niestlé, 1990,  (ISBN 9782603007259).
- L'hiver m'a dit...
- Le trèfle mène l'enquête (avec Janine Dufour). OSL, Zürich,  (ISBN 978-3-7269-0327-5).

### Carnets de croquis
- Carnets marocains. Blurb, 2016,  (ISBN 9781367336001).

## Peintures exécutées lors d'une négligence spatiale unilatérale
À la suite d'un accident cérébral, elle est atteinte de négligence spatiale unilatérale (maladie qui a pour effet de priver le malade de toute perception de ce qui se passe d'un côté). Les œuvres qu'elle a peintes lors de sa maladie ont fait l'objet d'une exposition "L'espace caché" en 2004 à l'Hôpital cantonal de Genève dans le cadre de la 7e "Semaine internationale du cerveau" et d'une publication scientifique internationale.